# Styltflugor
Styltflugor (Dolichopodidae) är en familj i insektsordningen tvåvingar som hör till underordningen flugor. Familjen är en av de större flugfamiljerna med omkring 6 500–7 000 kända arter världen över. De fullbildade flugorna, imago, är rovlevande och tar andra mindre insekter. Ofta är även larverna rovlevande, eller så är de saprofager. En del styltflugor har larver som lever i vatten. Hos styltflugor vars larver lever på land läggs äggen ofta i fuktig jord eller multnande organiskt material. En del arter har larver som lever under barken på träd och angriper skalbaggslarver, som barkborrar. Det finns även några arter vars larver är fytofager och minerar i växter, däribland olika gräs. 

## Kännetecken
Styltflugor små till medelstora flugor, kroppslängden hos arterna varierar från knappt en millimeter upp till nästan 10 millimeter. Många arter har som familjens trivialnamn antyder långa ben, men inte alla. Kroppen har ofta en metalliskt grön till blå eller bronsaktig glans, men det finns även arter som är mörka eller gulaktiga utan metalliskt glans. Vingarna har ett för familjen typiskt reducerat ådernät och är genomskinliga eller lätt rökfärgade. Hos några arter har vingarna mörkare fläckar mot vingspetsarna.

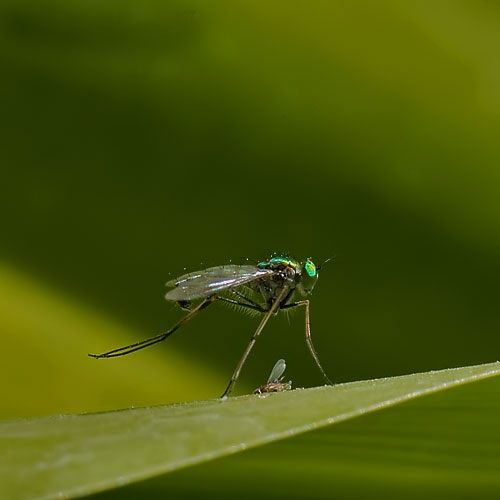
En styltfluga på ett blad med sitt byte.

Kroppsbyggnaden är som regel slank, men några arter är lite robustare byggda. Bakkroppen är vanligen cylindrisk eller kägelformad och ofta lite hoptryckt från sidorna. Huvudet är litet, halvklotformigt och relativt brett med stora men oftast tydligt åtskilda fasettögon. Därtill finns tre punktögon. Antennerna är treledande och har ett tunt antennborst (arista) vid spetsen eller på ovansidan av det sista antennsegmentet. Det tredje antennsegmentets form varierar mellan delgrupper inom familjen. Mundelarna är karaktäristiska för familjen, de är utformade för att delvis krossa byten så kroppsvätskorna kan sugas upp. 
Hos de flesta arter av styltflugor är de yttre delarna av hanarnas parningsapparat starkt utvecklad och på så vis kan de skiljas från honorna.
Larverna blir i allmänhet inte mer än ett par millimeter långa och är till utseendet vitaktiga och smala och har ett tydligt huvud. 

## Levnadssätt
Styltflugor förekommer världen över i många olika habitat. Ofta trivs de i vegetation nära vatten. Ibland kan de ses gå omkring på lugna vattenytor, något de klarar tack vare sina långa ben och ytspänningen. Som imago lever styltflugor vanligen av rov och tar andra mindre insekter. Ofta är även larverna rovlevande, eller saprofager. Hos många arter lever larverna i fuktig jord eller multnande organiskt material. Styltflugor i släktet Medetera lever som larver under barken på träd och angriper larver av barkborrar. Dessa ses därför som nyttoinsekter i skogsbruket. Några styltflugor har larver som lever i vatten. Ett fåtal arter har larver som är fytofager och minerar i växter, däribland olika gräs. 
Många styltflugor har ett parningsbeteendet där hanen innan parningen visar upp speciella karaktärer, som benen eller vingarna, för att imponera på honan. Hanarna av några arter uppvisar även ett revirbeteende då de försvara ett visst utvalt område mot andra hanar. I några fall vaktar hanen efter parningen en tid honan mot andra hanar och försöker hindra dem från att para sig med henne för att öka sin chans att befrukta äggen.

## Systematik
Styltflugor ingår i överfamiljen Empidoidea dit också dansflugor (Empididae), puckeldansflugor (Hybotidae) och dvärgdansflugor (Atelestidae) hör. Empidoidea bildar en monofyletisk grupp. Inom Empidoidea har den vidare uppdelningen dock varierat över tid efter olika studier.
Gruppen smådansflugor, som har klassats både som en egen familj (Microphoridae) och som en underfamilj (Microphorinae) till dansflugor har efter kladistiska analyser förts över till styltflugorna och räknas som en underfamilj av styltflugor.
Familjens inre systematiken inte helt utredd. Det finns ett antal olika förslag med en indelning i mellan 10 och 14 underfamiljer (exklusive Microphorinae). Det finns över 200 släkten.